# Egger-Elektromotor

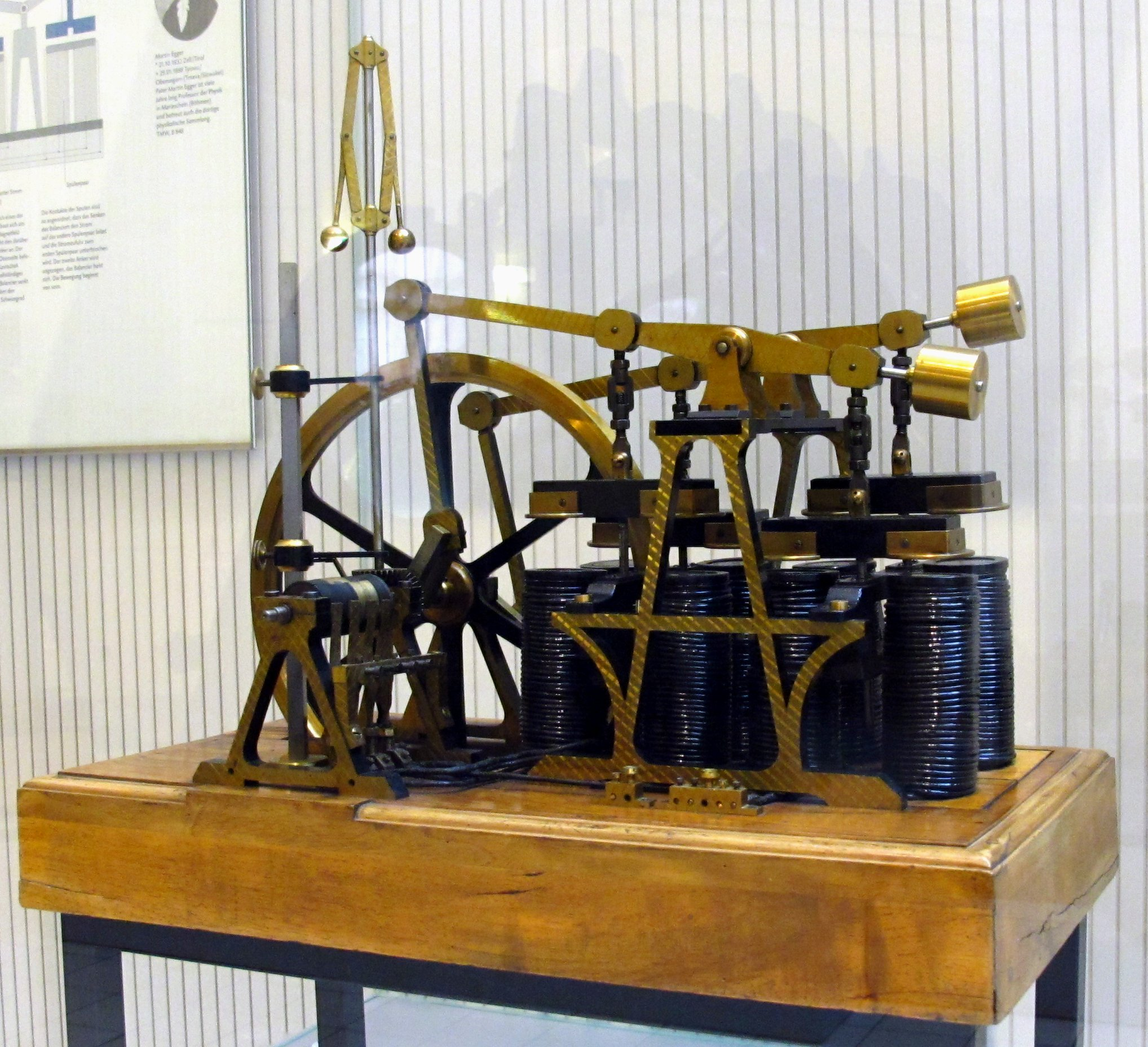
Funktionsfähiges Modell eines Egger-Elektromotors (Technisches Museum Wien, 2012)

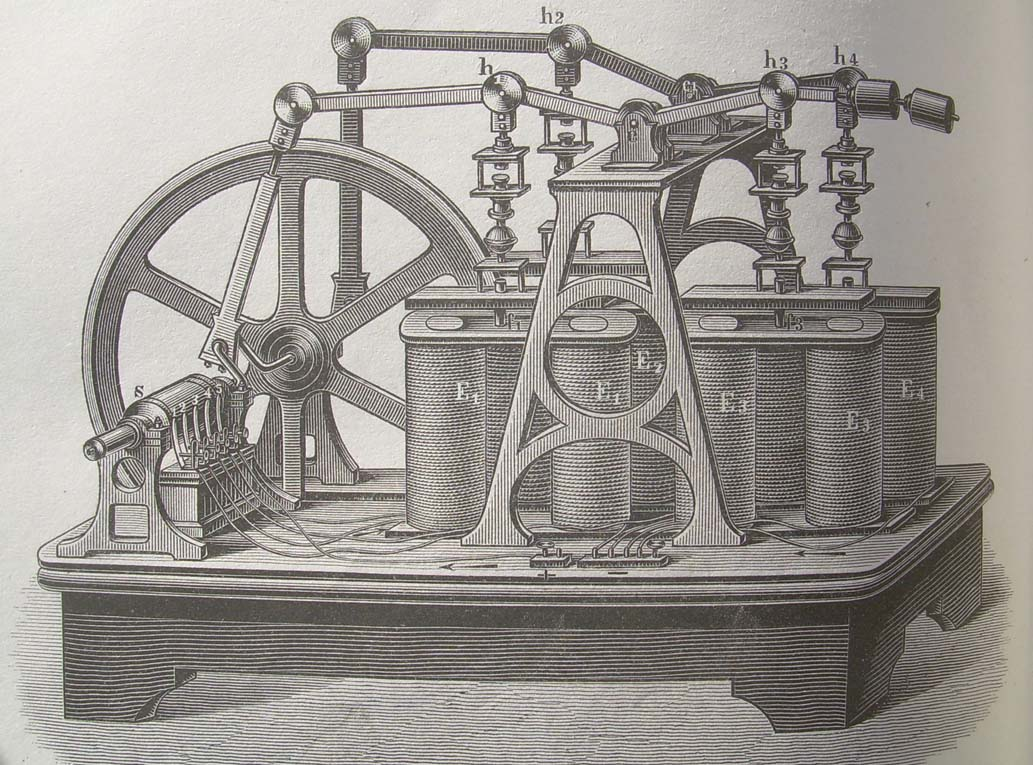
Zeitgenössische Darstellung

Der Egger-Elektromotor ist ein historischer Elektromotor, der von Martin Egger, Jesuitenpater und Professor für Physik am Gymnasium in Mariaschein in Nordböhmen, um das Jahr 1875 entwickelt wurde. Im Gegensatz zu heute üblichen Elektromotoren – bestehend aus einem Rotor und Stator – basiert dieser Typ von Elektromotor auf dem Funktionsprinzip einer Dampfmaschine, um eine translatorische Bewegung in eine Rotationsbewegung umzuwandeln. Statt der bei Dampfmaschinen üblichen Kolben werden mehrere Zugmagnete eingesetzt.
Der Motor besteht aus vier zweischenkeligen Zugmagneten, welche mittels eines Kommutators alternierend aktiviert werden und das zugehörige Joch anziehen. Diese Bewegung wird über zwei Pleuelstangen und eine Kurbelwelle in eine Rotationsbewegung umgesetzt, wie dies auch bei heutigen Kolbenmaschinen üblich ist. Zum Ausgleich der stoßförmigen Bewegung befindet sich ein Schwungrad auf der Rotationsachse, auf welcher auch der für die elektrische Umschaltung nötige Kommutator angebracht ist.
Aufgrund des mechanisch aufwändigen Aufbaus, der Tatsache, keine hohen Drehzahlen erreichen zu können, und der prinzipbedingten Unmöglichkeit, als elektrischer Generator zur Umwandlung von mechanischer in elektrische Energie zu dienen, konnte er sich gegen zeitgenössische elektrische Maschinen wie die von Werner von Siemens nicht durchsetzen. Bis auf Schulungsmodelle in einigen physikalischen Kabinetten fand dieser Maschinentyp keine weitergehende wirtschaftliche Verwendung.